# Göthild Algotsdotter
Göthild Algotsdotter är enligt Ynglingasagan hustru till Ingjald Illråde. De har två barn: Olof och Åsa. Hennes far är Algot Götreksson, en av de tolv småkungarna som dödas av Ingjald Illråde. Hennes mor var Alöf som i sin tur var dotter till Olof den skarpsynte, kung av Närke. Göthild sänder Olof till sin fosterfar Bove i Västergötland där han växer upp.